# Lei de Marconi
Lei de Marconi trata-se da relação entre altura e distância máxima de sinalização de transmissões de rádio. Lei empírica criada por Guglielmo Marconi na década de 1890. Tem sido afirmado que a regra foi testada em experimentos feitos na planície de Salisbury, em 1897, e também por meio de experimentos feitos por oficiais navais da Regia Marina Italiana entre 1900 e 1901. Capitão Quintino Bonomo fez um relatório desses experimentos em um relatório oficial.[carece de fontes?]

## Descrição
A altura é representada pela letra H,e a letra D representa a distância máxima de sinalização.
{\displaystyle H=c{\sqrt {D}}},
onde  c  é uma constante.
| c         | D                       | Aparelho                                                    |
| 0.17–0.19 | 60 quilômetros (37 mi)  | Aparelho original de Marconi                                |
| 0.15–0.16 | 60 quilômetros (37 mi)  | O mesmo, com mais faísca no envio                           |
| 0.12–0.14 | 136 quilômetros (85 mi) | Aparelho melhorado de Marconi, com jigger no receptor.      |
| 0.23–0.15 | 143 quilômetros (89 mi) | O mesmo, mas com o receptor telefônico da Marinha italiana. |